# Rue Chantault
La rue Chantault est une voie de la commune française de Chartres.

## Situation et accès
La rue Chantault est une voie du centre historique de Chartres. Il s'agit d'une rue fortement pentue, qui descend depuis le niveau de la cathédrale Notre-Dame, dominant la ville haute, jusqu'à l'Eure, en « basse ville ».
D'une longueur d'environ 220 m, elle s'étend depuis son intersection avec la rue Muret tout d'abord en direction du nord-est, puis de l'est jusqu'aux rues Saint-André et de la Brèche.
Outre ces rues, elle est traversée ou rejointe par les voies suivantes :
- Rue Robert-Blin ;
- Rue Avedam, du nom d'une famille y résidant au XVIe siècle ;
- Rue Saint-Julien, site de l'ancien « hospice des six-vingts aveugles » fondé en 1291 sous Philippe le Bel ;
- Rue du Cloître-Saint-André

La rue Chantault
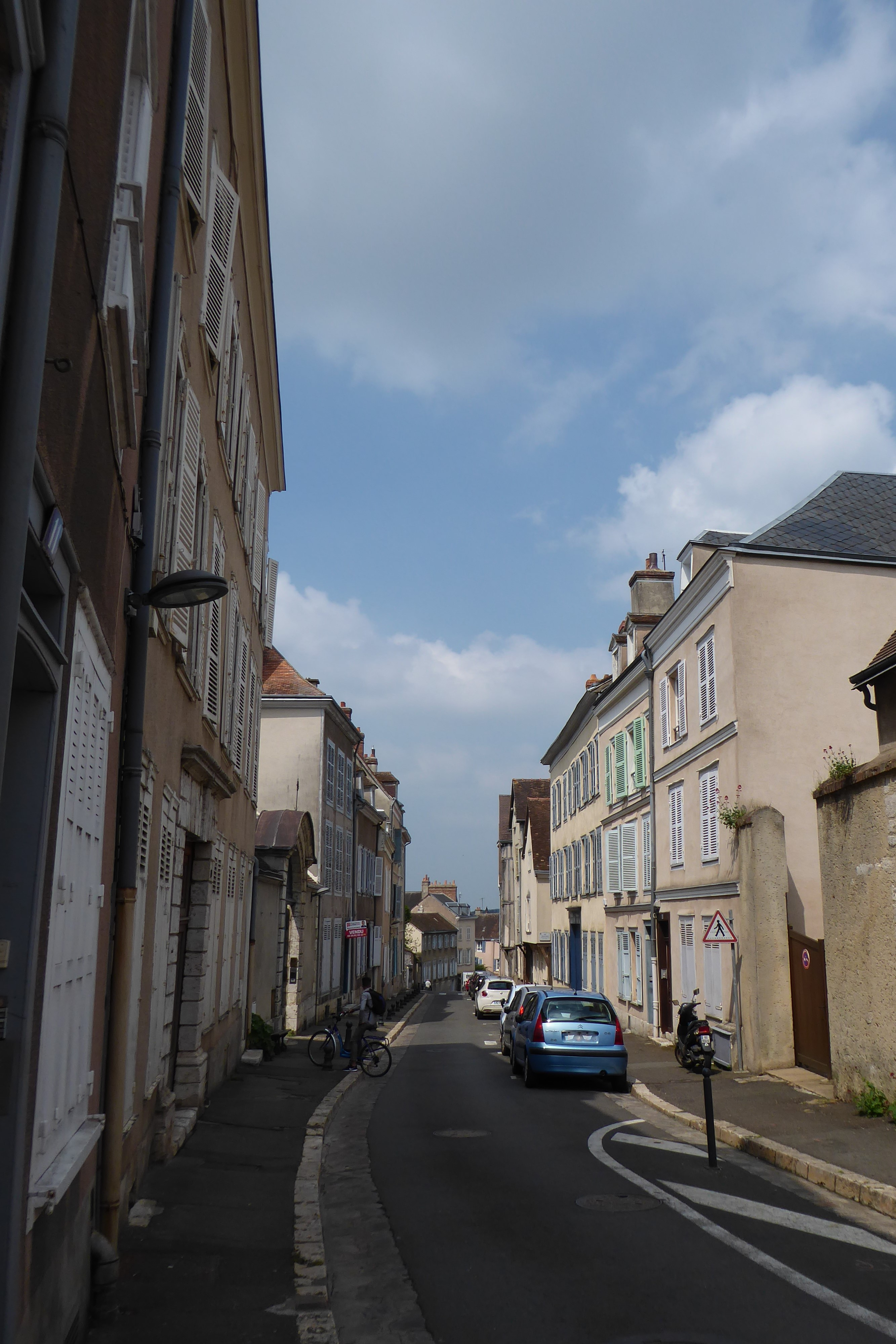
Au départ de la rue Muret.
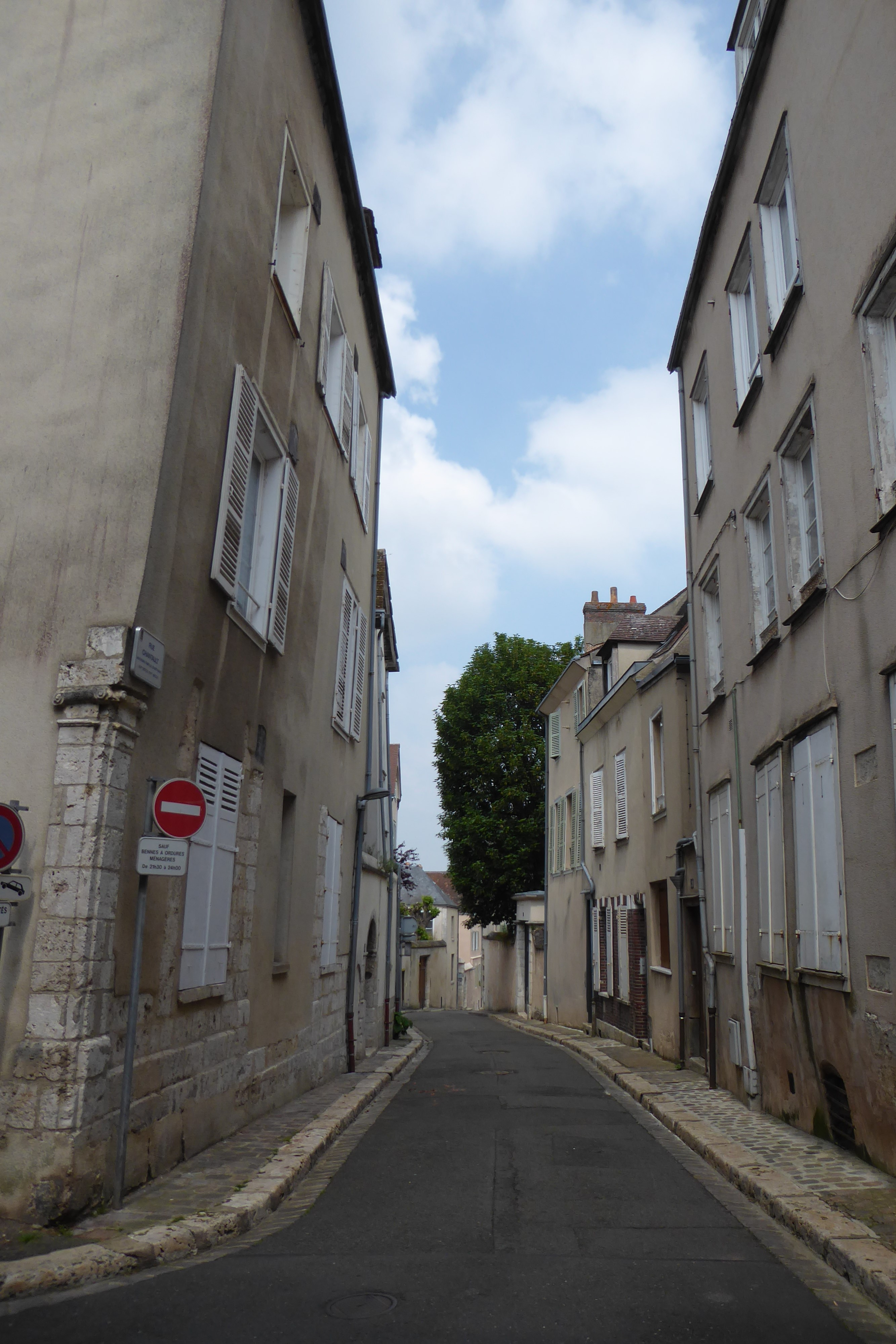
En continuant la descente...
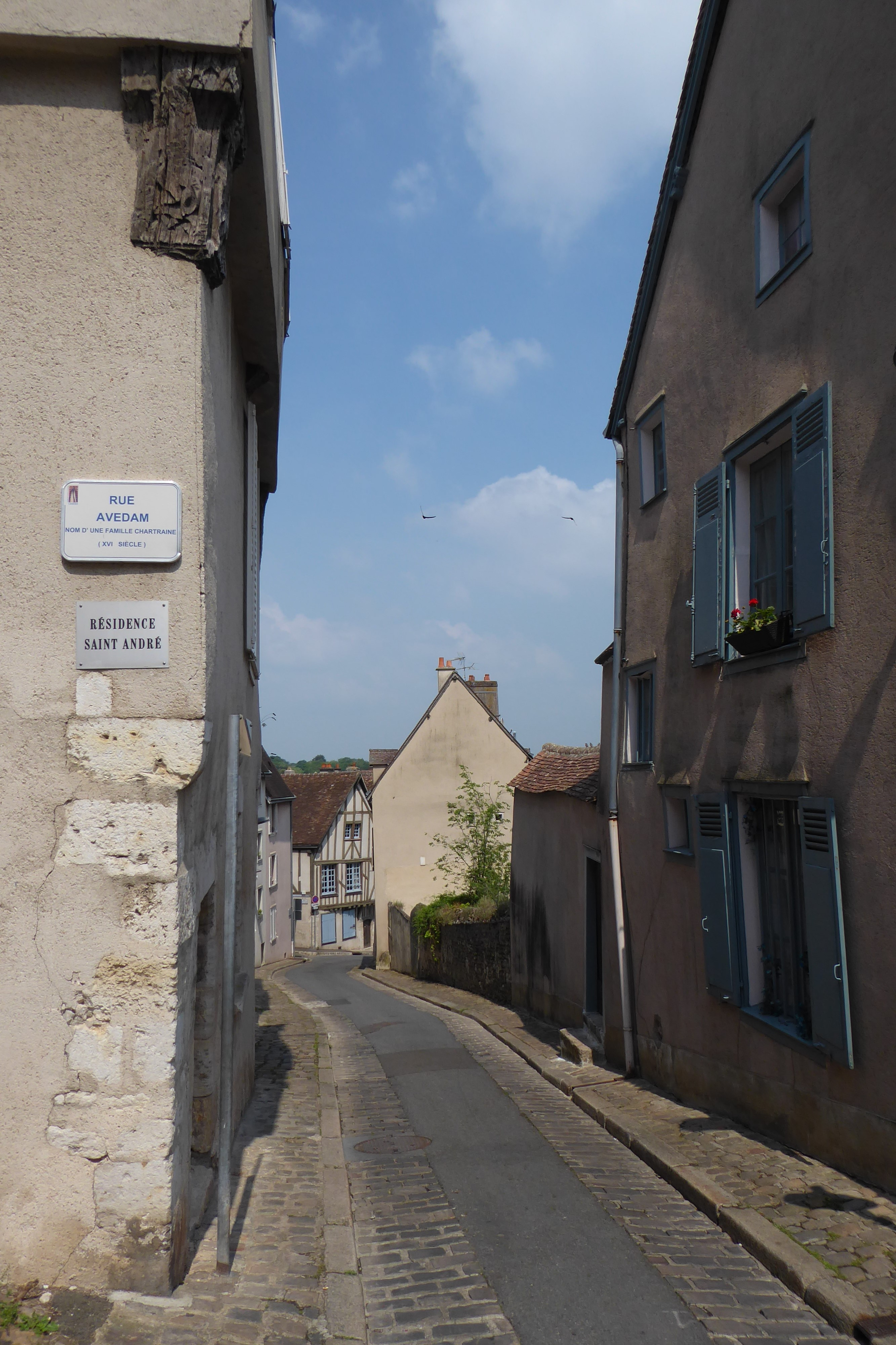
À l'intersection de la rue Avedam.

## Origine du nom
Le nom de la rue est celui d'une ancienne famille chartraine, présente dans la ville du XIVe siècle au XVIe siècle.

## Bâtiments remarquables et lieux de mémoire
La rue Chantault comporte deux édifices protégés au titre des monuments historiques :
- Au no 3, la maison Henri IV, du XVIe siècle où, selon la tradition, Henri IV aurait dormi lors de son sacre[1] ;
- Au no 29, une maison du XIIe siècle, qui pourrait être la doyenne de la ville, dont les tympans sont sculptés de grotesques[2].

Par ailleurs, le bas de la rue débouche sur le pont enjambant l'Eure le plus étroit de Chartres, le pont Saint-Thomas, ainsi que sur la collégiale Saint-André.

Édifices remarquables
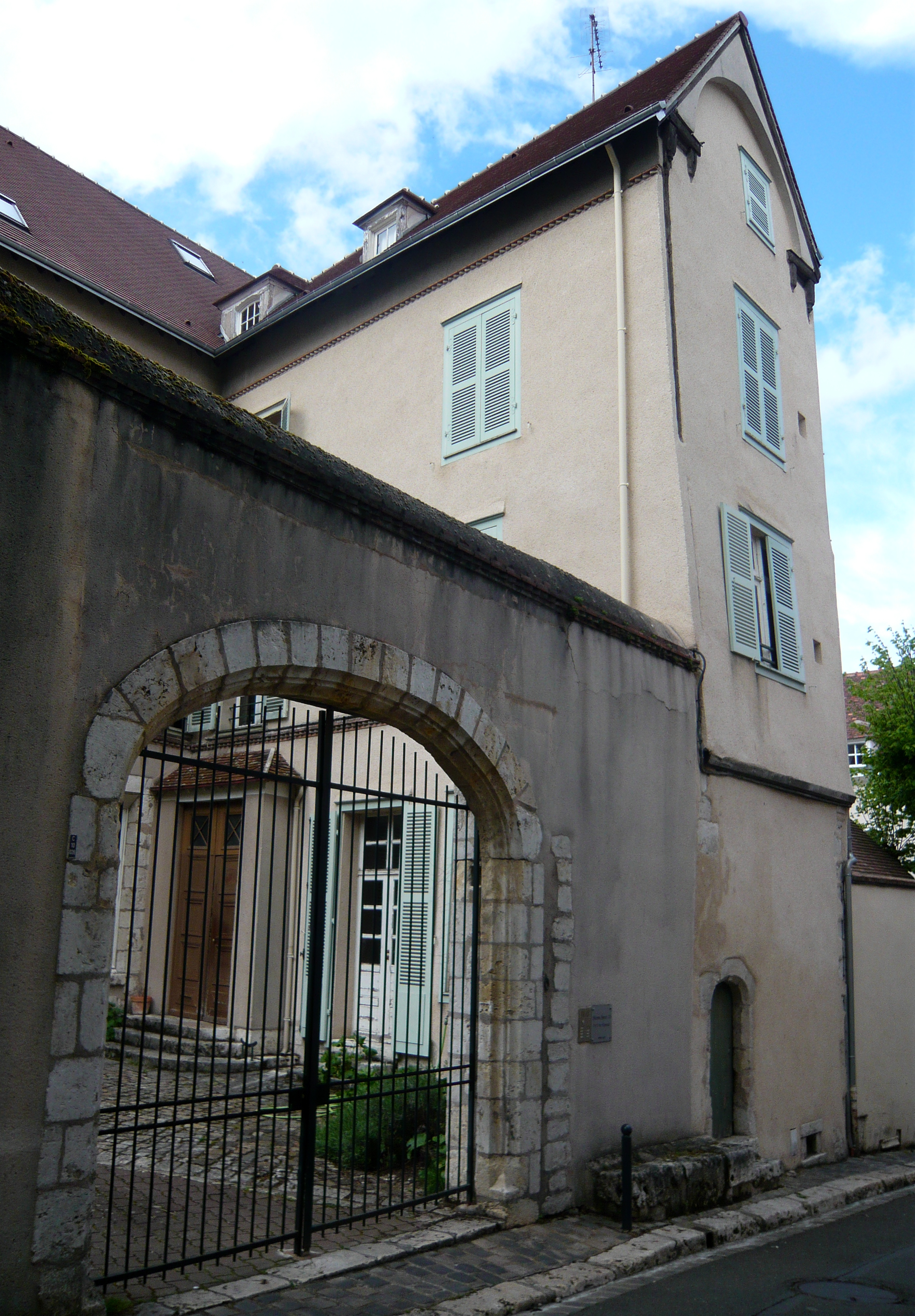
Maison Henri IV 3 rue Chantault Inscrit MH (1924)
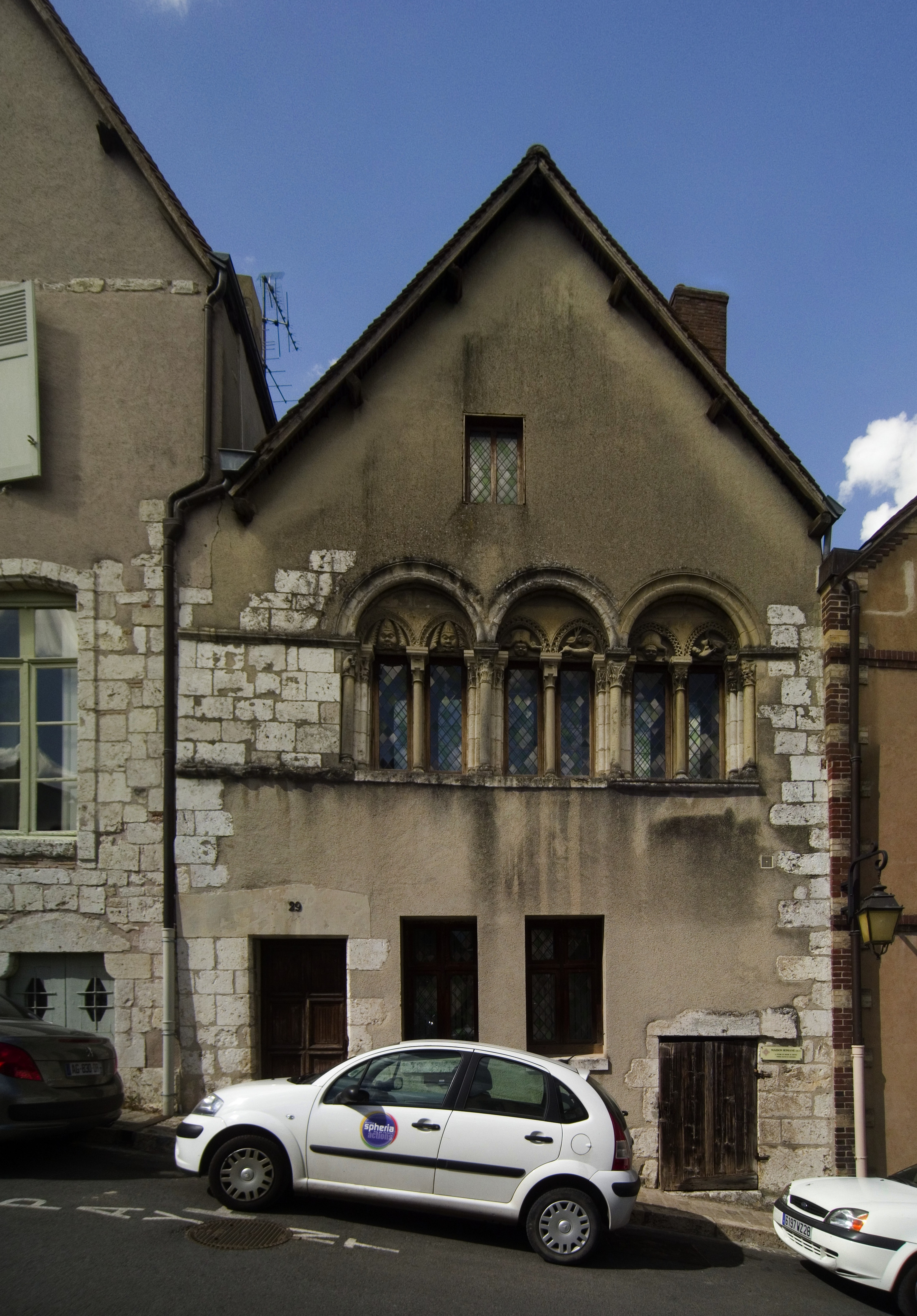
Maison du XIIe siècle 29 rue Chantault Classé MH (1921)
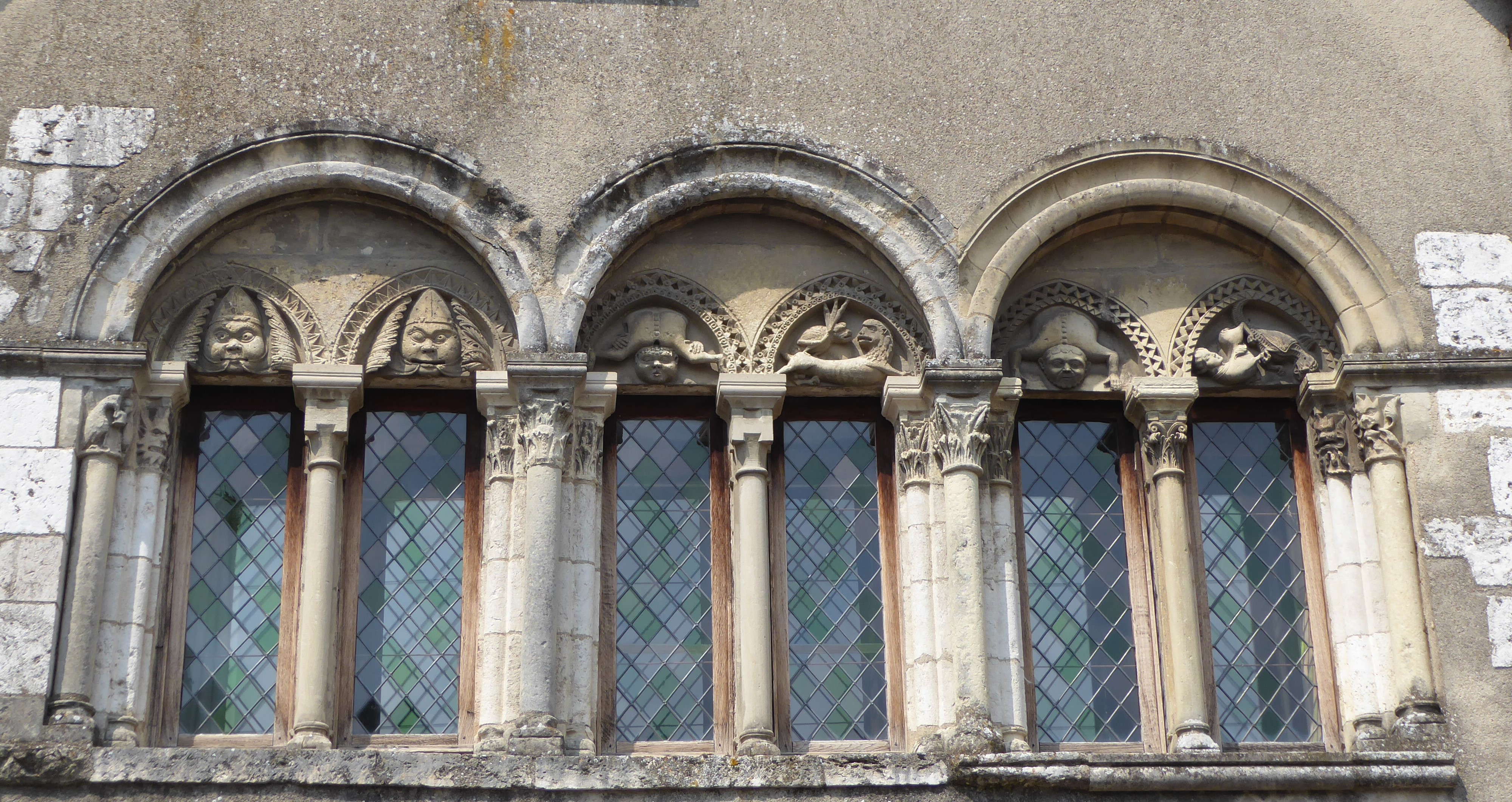
Les tympans sculptés de grotesques du n° 29.
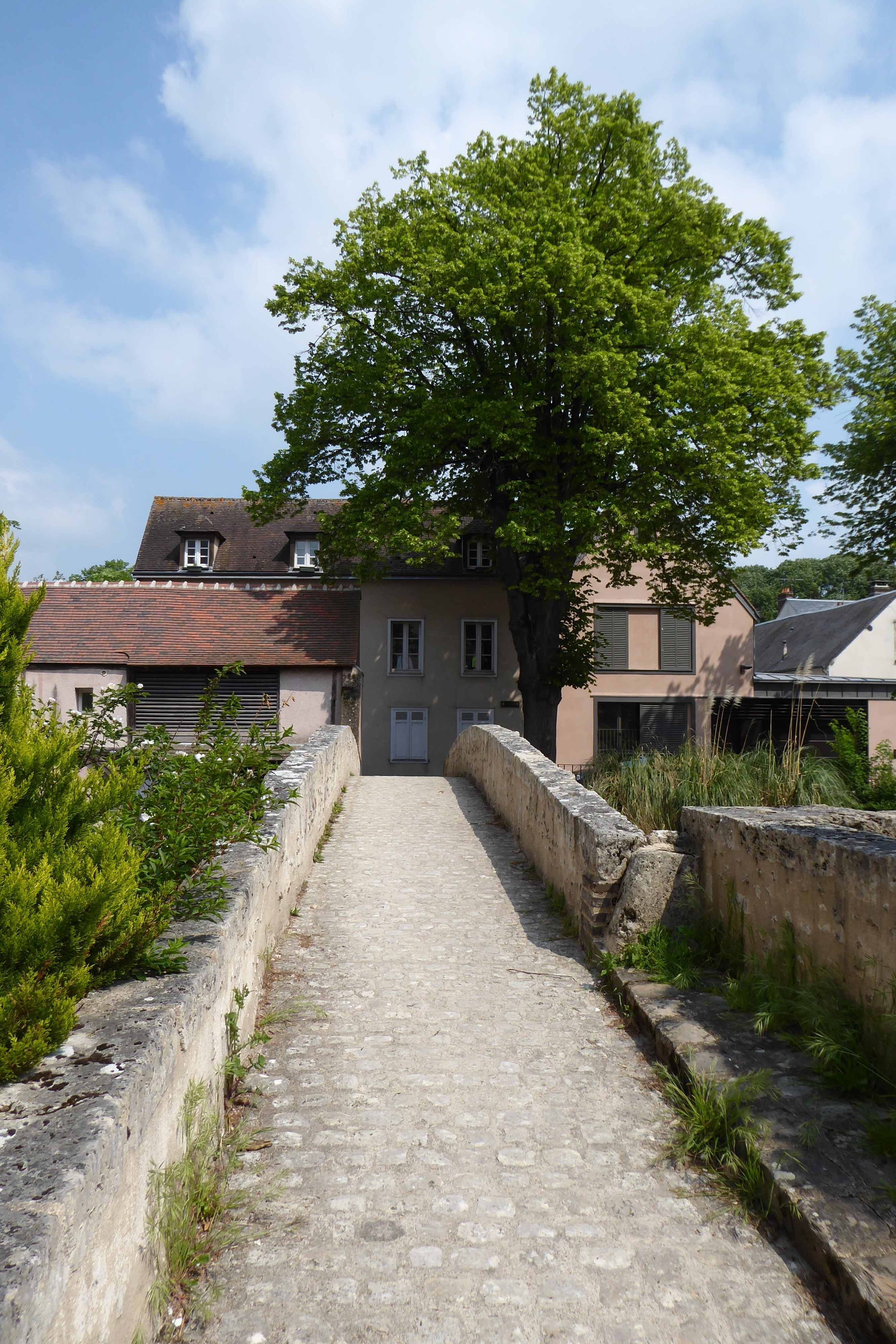
Le pont Saint-Thomas.